# Người Mỹ gốc Latvia
Người Mỹ gốc Latvia là người Mỹ có tổ tiên tư người Latvia. Theo Khảo sát cộng đồng Mỹ năm 2008, có 93.498 người Mỹ gốc Latvia hoàn toàn hoặc một phần.

## Dân số
Theo điều tra dân số năm 2000, có tổng cộng 87.564 người gốc Latvia sống ở Hoa Kỳ. Các quần thể lớn hơn nằm ở các bang California, New York, Illinois, Florida và Massachusetts. Nhiều người Mỹ gốc Latvia (khoảng 9.000 người) có hai quốc tịch, quốc tịch này dành cho những người di cư sau khi độc lập khỏi Liên bang Xô viết. Kể từ cuối thế kỷ 20, nhiều người Mỹ gốc Latvia đã đến Latvia. Những người khác cung cấp hỗ trợ tài chính và cung cấp vật chất cho các tổ chức khác nhau. Một số người Mỹ gốc Latvia đã định cư ở đó và được bầu vào Saeima, hoặc Quốc hội, ở Latvia.
Các tiểu bang của Mỹ có dân số người Mỹ gốc Latvia lớn nhất là:
| California    | 11.443 |
| New York      | 9.937  |
| Illinois      | 6.982  |
| Florida       | 4.921  |
| Massachusetts | 4.706  |
| Michigan      | 4.265  |
| New Jersey    | 3.946  |
| Pennsylvania  | 3.754  |
| Washington    | 3.380  |
| Maryland      | 3.289  |
| Ohio          | 2.362  |

### Dân số sinh ra tại Latvia
Dân số sinh ra tại Latvia ở Hoa Kỳ kể từ năm 2010:
| Year | Number |
| ---- | ------ |
| 2010 | 23,218 |
| 2011 | 22,257 |
| 2012 | 24,131 |
| 2013 | 24,497 |
| 2014 | 21,097 |
| 2015 | 21,364 |
| 2016 | 24,691 |